# Weerberg
Weerberg es una localidad del distrito de Schwaz, en el estado de Tirol, Austria. Tiene una población estimada, a principios del año 2021, de 2495 habitantes.
Está ubicada en el centro-este del estado, al este de la ciudad de Innsbruck —la capital del estado— y cerca de la frontera con Alemania (estado de Baviera), al norte, e Italia, al sur.